# Luca Vitali
Pour les articles homonymes, voir Vitali.
Luca Vitali, né le 9 mai 1986, à San Giorgio di Piano, en Italie, est un joueur italien de basket-ball. Il évolue au poste de meneur.

## Palmarès
- Champion d'Italie 2004